# Frank-Thomas Mende
Frank-Thomas Mende (Annaberg-Buchholz, 21 oktober 1949) is een Duits acteur en regisseur.
Na de studies Duits, Engels, Theaterwetenschappen en Filosofie in Marburg, Wenen, Londen en Boston was hij in vele toneelstukken te zien in Stuttgart, Mainz en Wiesbaden. Van 1992 tot 2010 wass Mende te zien als Clemens Richter in de soapserie Gute Zeiten, schlechte Zeiten van RTL Duitsland. Samen met actrice Lisa Riecken was hij vanaf aflevering één te zien in de serie. Frank-Thomas woont in Berlijn.

## Filmografie
- 1986: Gestatten, Bestatter
- 1986: Segeln macht frei
- 1992–2010: Gute Zeiten, schlechte Zeiten
- 2004: Lord of the Undead

- Gemeinsame Normdatei: 111568269
- Virtual International Authority File: 44931398
- WorldCat: E39PBJd3RVPP4hrwXdQjWpHXBP